# Estación de Apulco
Estación de Apulco är en ort i Mexiko.   Den ligger i kommunen Metepec och delstaten Hidalgo, i den sydöstra delen av landet, 130 km nordost om huvudstaden Mexico City. Estación de Apulco ligger 2 192 meter över havet och antalet invånare är 1 438.
Terrängen runt Estación de Apulco är kuperad åt nordost, men åt sydväst är den platt. Runt Estación de Apulco är det ganska glesbefolkat, med 50 invånare per kvadratkilometer. Närmaste större samhälle är San Bartolo Tutotepec, 19,7 km nordost om Estación de Apulco. I omgivningarna runt Estación de Apulco växer i huvudsak blandskog.